# We Are Harlot
We Are Harlot es una banda musical estadounidense de hard rock organizado por el cantante Danny Worsnop actual vocalista de Asking Alexandria y el guitarrista Jeff George anteriormente de Sebastian Bach. El grupo también se conforma por el bajista Brian Weaver de Silvertide y el baterista Bruno Agra ex-Revolution Renaissance. La banda se forma en 2011, lanzaron su primer sencillo titulado Denial en 2014 y lanzaron su álbum debut del mismo nombre de la banda, el 30 de marzo de 2015.El sencillo que se estrenó con éxito en Estados Unidos y listas de Reino Unido y vendido con éxito 5.000 copias en los Estados Unidos en su primera semana.

## Historia

### Formación (2010–2013)
En varias entrevistas Danny Worsnop mencionó esta banda y se refirió a ella como "Harlot" (Ramera en español), que ha explicado que después de recorrer con Asking Alexandria en 2013, estaría de gira con esta banda y lanzar un álbum, junto con su álbum en solista en su corto futuro. la banda se formó 3 años antes de los acontecimientos de 2014 después de que Worsnop y Jeff George ex-Sebastian Bach, que compartió el mismo abogado Eric German, se había reunido en Los Ángeles en la víspera de nuevo año del 2010, y dentro de dos días el par unidos y vivieron juntos como compañeros de habitación en Beverly Hills casa de Worsnop.
Después de discutir sus esfuerzos musicales, Worsnop invitó Bruno Agra ex-Revolution Renaissance, y los tres comenzaron a hacer demostraciones con sede fuera de la exbanda de Bruno Agra. Esto fue inicialmente para ser utilizado como material para el álbum de solista de Worsnop, pero una vez que conocieron a Brian Weaver de Silvertide, se convirtió en parte de la banda después de que anuncian el cargo de bajista y miembro definitivo. Antes primer show anuncio en vivo que la banda fue considerada como un proyecto paralelo debido al compromiso de Worsnop en Asking Alexandria, de la que era el cantante principal, y expresó que no podía haber pasado tanto tiempo con este proyecto como él quería.

### Firma con Roadrunner Records y álbum homónimo (2014–presente)
La banda anuncio como uno de los actos del festival anual de rock en "Rock on the Range 2014" bajo el nombre de "We Are Harlot", haciendo de esta su primera vez que se llevan a cabo en frente de una audiencia en vivo. Durante este tiempo la banda anunció que su álbum será lanzado en el verano del mismo año. La banda fue inicialmente nombrado como simplemente "Harlot", pero Jeff George explica que debido a los derechos de autor y asuntos legales, lo remodelaron como We Are Ramera. Más tarde se reveló por la banda que iban a lanzar su primer sencillo de su álbum homónimo, el 14 de mayo titulado "Denial" tras al firmar con Roadrunner Records, la banda dijo que:
"... Roadrunner nos ha defiendido desde el principio. Cuando llegó el momento de firmar un acuerdo de todas las etiquetas venían llamando, pero sólo uno recibió la llamada de vuelta. Roadrunner Records fue construido para las grandes bandas de rock n' roll, bandas que nos gustan, y estamos aquí para seguir llevando esa antorcha y sacudiendo la fundación. "
Después de la banda se presentó en "Rock on the Range", que más tarde tocaron en varios festivales y giras diferentes, incluyendo; Rocklahoma en mayo, en sustitución de la banda Trivium debido a los daños de voz del vocalista Matt Heafy, que fueron los teloneros de The Pretty Reckless el 28 de mayo en el Hotel y Casino Hard Rock en Las Vegas, realizó "Denial" como nuevo sencillo musical en WWE Raw el 18 de agosto, y también se presentó en el "Aftershock Festival 2014" en septiembre.
A principios de enero de 2015, la banda emitió un comunicado a través de la revista Rock Sound que estarían lanzando su álbum debut en marzo del mismo año. La banda anunció oficialmente su álbum debut homónimo en enero después de lanzar su segundo sencillo, "Dancing On Nails" , y lo hizo disponible para pre-pedido para el 30 de marzo en Estados Unidos. Worsnop también anunció su salida de Asking Alexandria, afirmando que quería centrarse más en esta banda y también consideró que Asking Alexandria haría mejor sin él, también admitió que él ya no quería crear música más pesada. El álbum fue lanzado con éxito y alcanzó su punto máximo en Estados Unidos en #165 y en Reino Unido en #58. El álbum también vendió 5.000 copias en Estados Unidos dentro de su semana debut.
La banda se había anunciado para actuar en el "South Florida's Fort Rock" y el "North Florida's Rockville" en abril de 2015, y se han establecido para llevar a cabo en Rock on the Range, por segunda vez, junto con un nuevo festival llamado "Northern Invasion" con sede en Somerset, ambos de los cuales tienen lugar en mayo. También tienen la intención de llevar a cabo tanto en Download Festival, que servirá como su debut en Reino Unido, y en Sonisphere Festival en Milán, Italia, que servirá como su debut en Italia en junio.

## Miembros
Miembros actuales
- Danny Worsnop – voz (2011-presente)
- Jeff George – guitarra (2011-presente)
- Bruno Agra – batería (2011-presente)
- Brian Weaver – bajo (2011-presente)

|               |
| Danny Worsnop |

|             |
| Jeff George |

|            |
| Bruno Agra |

|              |
| Brian Weaver |

## Discografía

### Álbumes de estudio
| Título        | Detalles                                                                                       | Gráfico de Sintonía Peak | Gráfico de Sintonía Peak | Ventas                         |
| Título        | Detalles                                                                                       | US                       | UK                       | Ventas                         |
| ------------- | ---------------------------------------------------------------------------------------------- | ------------------------ | ------------------------ | ------------------------------ |
| We Are Harlot | - Lanzamiento: 27 de marzo de 2015 - Sello: Roadrunner Records - Formato: CD, descarga digital | 165                      | 58                       | US: 5,000 en la primera semana |

### Sencillos
| Título           | Año  | Sintonía peaks | Álbum         |
| Título           | Año  | US Main.       | Álbum         |
| ---------------- | ---- | -------------- | ------------- |
| Denial           | 2014 | —              | We Are Harlot |
| Dancing On Nails | 2015 | 14             | We Are Harlot |

### Videos musicales
| Título           | Año  | Álbum         | Director          |
| ---------------- | ---- | ------------- | ----------------- |
| Dancing On Nails | 2015 | We Are Harlot | (sin información) |
| The One          | 2015 | We Are Harlot | (sin información) |